# Черкаський міський археологічний музей Середньої Наддніпрянщини
Черкаський міський археологічний музей Середньої Наддніпря́нщини — новостворений археологічний музей у місті Черкаси.
Цікавим фактом є те, що керівник музею закликає усіх бажаючих брати участь у археологічних розкопках музею і поповнювати музей експонатами.

## Історія
Історія створення археологічного музею у Черкасах тісно пов'язана із життям відомого українського археолога Михайла Сиволапа. Все своє доросле життя він присвятив археології Черкаської області, багато років керував археологічними експедиціями на Черкащині, а будучи викладачем університету, вів археологічну практику студентів. Майже 28 років Михайло Павлович займався збиранням експонатів для археологічного музею. Ідея створення у Черкасах спеціалізованого археологічного музею виникла у нього ще наприкінці 1980-х. Починаючи з того часу і після, коли Україна вже здобула незалежність, він «оббивав пороги» усіх міських голів з пропозицією про створення такого музею. У кінці 1990-их років, ставши безробітним, більшість експонатів він передав до Черкаського обласного краєзнавчого музею, на основі решти з них у 2000 році було сформовано археологічний музей (нині кабінет археології) Черкаського національного університету, де він працював викладачем.
2013 року міський голова Сергій Одарич, оглянувши експозицію і фонди музею, першим з очільників Черкас перейнявся цим питанням і навіть знайшов приміщення, яке мало бути передане для створення музею. Проте через 2 тижні йому оголосили імпічмент, а далі ще понад рік Черкаси перебували без міського очільника, потім ще місцеві вибори 2015 року — все це негативно впливало на вирішення долі музею. Нова міська влада лише 2016 року взялась за створення музею всерйоз і 1 березня він був офіційно зареєстрований. Під тимчасову експозицію музею було виділено кімнату на першому поверсі кінотеатру «Україна» у середмісті Черкас, і вже 27 квітня 2017 року експозиція прийняла перших відвідувачів. Фондосховище музею (5 кімнат) розташоване в одному технічних приміщень колишньої Черкаської тютюнової фабрики.

## Колекції
З моменту створення музей комплектується за колекційним принципом, коли весь матеріал з пам’ятки зберігається повністю. На час заснування музею, у березні 2016 року фондова колекція нараховувала понад 30 тисяч знахідок, з яких понад 10 тисяч належать пам'яткам ямної культури з поселення Десятини, інших поселень і стоянок цієї культури та курганів Черкащини. Значна частина археологічних матеріалів досі не описані, тому співробітники музею зосереджені на фондовій роботі, а також провадять стаціонарні археологічні експедиції (самостійні та спільні з Інститутом археології НАН України), організовують численні археологічні розвідки, чим суттєво поповнюють фонди й експозицію музею. Крім того, музей щороку поповнюється сотнями і тисячами нових експонатів, що регулярно передаються до музею небайдужими громадянами. Деякі з цих експонатів є унікальними і особливо цінними.
У музеї зберігаються матеріали:
- колекція з єдиного на Черкащині ранньомезолітичного поселення Дніпровець;
- розкопок ямного поселення Десятини й ряду курганів ямної культури Черкащини; матеріали з розвідок й шурфувань з відкритих Михайлом Сиволапом нововиявлених поселень і стоянок ямної культури;
  - допоміжний фонд музею містить значні палеозоологічні матеріали, серед них найбільші з поселень Десятини й Попове Озеро (16219 фрагментів кісток вагою понад 60 кг) та інших ямних поселень Черкащини; палеоантропологічна колекція містить скелети дітей з поховань на ямному поселенні Десятини;
- розкопок курганно-ґрунтового могильника білозерської культури біля села Вергуни;
- розкопок могильника черняхівської культури Черкаси-Центр;
- досить великі колекції з затоплених Кременчуцьким водосховищем поселень:
  - неолітичних поселень Йовтух, УТОС-І й Макаряче;
  - поселень ямної культури Чехівка-XVII, Галицьке, Усть-Коврай, Шовковиця та інших;
  - поселень культури багатопружкової кераміки Клинок, Чапаївка-VIII і ІХ;
  - поселення ямної й чорноліської культур Придніпровське-І;
  - поселення чорноліської культури Топилівка;
  - поселення пізньозарубинецької культури Кучугури V-ІХ;
  - поселення пеньківської культури Сагунівка-І;
  - поселень черняхівської культури Голов’ятине-І, Леськи-І, Чехівка-І;
  - давньоруського поселення Залізьки-ІІ;
  - та інших;
- велика колекція з пізньосередньовічного поселення Леськи-Мис під Черкасами: кахлі з геометричним орнаментом, іграшки, скло;
- найпізніший археологічний матеріал представлений знахідками ХІХ – початку ХХ сторіч з розкопок Михайла Сиволапа решток хати батьків Івана Піддубного у селі Красенівка на Чорнобаївщині;
- та інших. [5]

До колекцій Черкаського археологічного музею належать:
- зразки едіакарської, динозаврової, палеогенової і мамонтової фауни;
- палеоантропологічна колекція допоміжнього фонду містить скелети дітей з поховань на ямному поселенні Десятини та рештки скелетів з ряду курганів бронзової доби з розкопок Михайла Сиволапа 1990-х років;
- експонати середньо- й пізньопалеолітичної стоянки Ясівка (130-100; 35-12 тисяч років тому);
- ранньомезолітична колекція зі стоянки Дніпровець (VIII-VII тисячоліття до Р.Х.);
- посуд, знаряддя та статуетки трипільської культури;
- колекція зернотерок мідної, бронзової й ранньої залізної діб;
- колекція кам’яних бойових сокир культур бронзової доби;
- посуд, прикраси, знаряддя ямної, катакомбної, багатопружкової, зрубної, білозерської та інших культур бронзової доби та скіфського часу;
- зразки з Мельгуновського кургану (з котрого у 1763 році. розпочинався розвиток археології в Україні);
- амфори давньогрецького й римського періоду;
- предмети озброєння скіфського, давньоруського та козацького часу;
- колекція посуду й фібул черняхівської культури з могильника Черкаси-Центр;
- зразки з нумізматичної й боністичної колекцій;
- етнографічні відповідники археологічних артефактів;
- багато іншого.[5]